# 왕과 나 (2012년 영화)
《왕과 나》(일본어: 王様とボク)는 야마다 나이트에 의한 일본의 만화이다. 1992년 〈주간 영 선데이〉(쇼가쿠칸)에서 연재되었다.

## 단행본
- 왕과 나 (1992년 11월) ISBN 4091514111
  - 영 선데이 코믹스 (쇼가쿠칸) 발매.
- 왕과 나 (1997년 12월) ISBN 4872571266
- CUE COMICS (이스트 프레스)에서 발매된 신장판. 장정이 신장되었고, 본편에 가필이 이루어지고 있다.

## 영화
2012년 9월 22일 개봉.
출연자의 아이바 히로키는 활동 이름을 변경 후 첫 출연 작품이 되었다.

### 출연
- 모리오 : 스다 마사키 (유년기: 니노미야 케이타)
- 미키히코 : 마츠자카 토리 (유년기: 후지타 켄신)
- 토모나리 : 아이바 히로키 (유년기: 칸케 아리토)
- 키에: 니카이도 후미
- 초등학생 소년 3인조 : 신지 (무라타 슌스케), 타쿠미 (우에다 류세이), 아키라 (아오키 케이토)
- 준(키에의 오빠) : 나카가우치 마사타카
- 미츠이 케이코(토모나리의 어머니) : 마츠다 미유키

### 스태프
- 감독 : 마에다 아키라
- 제작 : 미야케 요스케, 나가타 야쓰, 가와바타 모토오
- 라인 프로듀서 : 야마모토 레이지
- 각본 : 야마다 나이트, 마에다 아키라
- 원작 : 야마다 나이트
- 프로듀서 : 오토코 슈지, 스미즈 요, 아카기 사토시, 스즈키 요시히로
- 촬영 : 이타쿠라 요코
- 편집 : 오오타 요시노리
- 미술 : 테라 쥰
- 음악 : 요시오카 세이지
- 녹음 : 코미야 하지메
- 조명 : 미나미조노 토미오
- 배급 : 유나이티드 엔터테인먼트